# Estadio Tomori
El Estadio Tomori (en albanés: Stadiumi Tomori) es un estadio multiusos ubicado en la ciudad de Berat, Albania. Fue inaugurado en 1985 y posee una capacidad para 15 '000 espectadores. Es el campo del club KS Tomori Berat, un equipo que juega en la Superliga de Albania, la máxima categoría del fútbol albanés.
En la inauguración el 15 de mayo de 1985, Tomori Berat venció a la Selección de fútbol de Albania ante 16,500 espectadores presentes en el estadio.